# 方丹弗朗赛斯
方丹弗朗赛斯（法語：Fontaine-Française，法語發音：[fɔ̃tɛn fʁɑ̃sɛz]）是法国科多尔省的一个市镇，位于该省东北部，属于第戎区。

## 地理
方丹弗朗赛斯（47°31'31"N, 5°22'11"E）面积30.66 平方千米，位于法国勃艮第-弗朗什-孔泰大區科多尔省，该省份为法国中东部省份，北起奥布省，西接涅夫勒省和约讷省，南至索恩-卢瓦尔省，东南接汝拉省，东临上索恩省，东北部与上马恩省接壤。
与方丹弗朗赛斯接壤的市镇（或旧市镇、城区）包括：绍姆和库尔尚、万雅讷河畔普伊、萨克奈、万雅讷河畔圣莫里斯、万雅讷河畔圣塞纳、布尔伯兰、沙泽伊、万雅讷河畔利塞、蒙蒂尼-莫尔奈-万雅讷河畔新城、阿特里库尔。
方丹弗朗赛斯的时区为UTC+01:00、UTC+02:00（夏令时）。

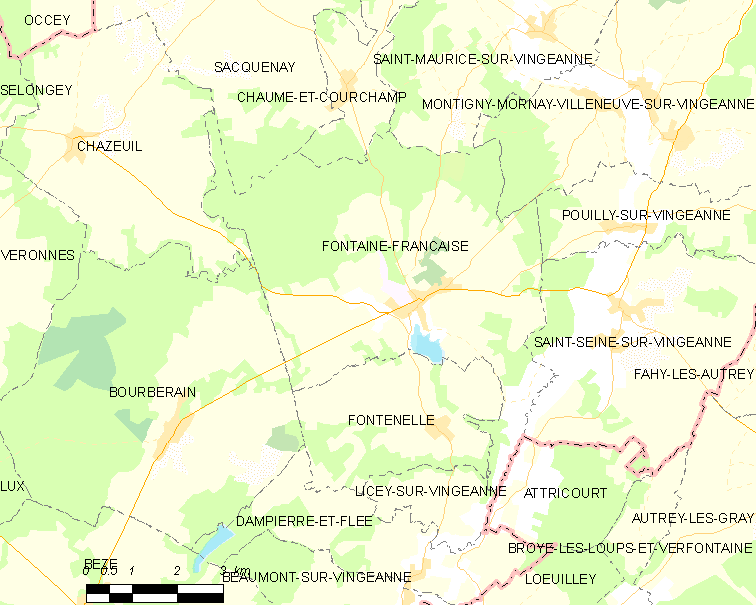
方丹弗朗赛斯的OSM定位图

## 行政
方丹弗朗赛斯的邮政编码为21610，INSEE市镇编码为21277。

## 政治
方丹弗朗赛斯所属的省级选区为圣阿波利奈尔县。

## 交通
科多尔省省道D27线、D27A线、D27G线、D105线和D960线在市中心交汇。

## 人口

1962-2008年间方丹弗朗赛斯人口变化图示

方丹弗朗赛斯于2022年1月1日时的人口数量为888人。